# Політика
Полі́тика (від грец. πολιτική — діяльність самоуправління у полісі (місті-державі), а надалі — «мистецтво управління» державою і суспільством) — діяльність із вирішення питань життя суспільства чи певної його частини. Цілеспрямована діяльність, пов'язана з ухваленням відповідальних рішень у галузі взаємовідносин між різними суспільними групами, державами й народами, пов'язана з боротьбою за здобуття або утримання державної влади, як знаряддя регулювання й формування цих стосунків. Політика є управлінською діяльністю стратегічного рівня щодо внутрішніх та зовнішніх правових стосунків і взаємодій. Це такі інструменти й методи, як дипломатія, торгівля, міграційна політика, співпраця в глобальних проєктах та міжнародна співпраця, наукові та освітні проєкти, силова (військова) конкуренція та політичні, економічні та військові союзи тощо.
У широкому розумінні політика — визначена частина, програма або напрям такої діяльності, сукупність засобів (інструментів) та методів для реалізації певних стратегічних інтересів задля досягнення визначених (суб'єктом політичного процесу) цілей у певному соціальному середовищі. Політикою позначають процес прийняття рішень, а також поведінку в суспільно-державних установах. У демократичних суспільствах політику можна спостерігати у взаємодії між певними групами людей у корпоративних, академічних, релігійних інституціях із основою демократичної форми влади та певної політекономічної системи країни.
Вивченням політичної, управлінської поведінки, методами досягнення політичної мети займається політологія. Один з теоретиків Гарольд Лассвел дав таке визначення політики:
| «хто чого досягає, коли і як»[1] Оригінальний текст (англ.) «who gets what, when, and how» |

## Лексична неоднозначність
В українській мові слово «політика» вживається в двох різних значеннях: сфера суспільної діяльності й напрям діяльності або засади, на яких ця діяльність здійснюється. Наприклад, коли говорять «вона пішла в політику», мається на увазі сфера діяльності, у яку входять політичні партії, вибори, ідеологія, агітація тощо. А коли кажуть, «директор притримується політики омолодження кадрів», то це означає засаду. Філософський словник Шинкарука обговорює перше значення, а Тлумачний словник української мови про нього навіть не згадує.
В англійській мові ця неоднозначність розв'язана — у першому значенні вживається слово politics, а в другому — policy. Судячи з інтервікі на слово policy, багато інших мов теж мають цю неоднозначність. У цій статті в основному аналізується перше значення слова політика, тобто сфера суспільної діяльності.

## Історія поняття
Термін «політика» поширився під впливом однойменного трактату Арістотеля — «Політика», змістом якого є узагальнення проблем розвитку давньогрецьких держав, правлінь і урядів. В античну добу політику розглядали як одну з провідних сфер діяльності, що визначає статус індивіда, можливість утвердити свої сили та розум і ґрунтується переважно на двох принципах: волі та традиції. Політика визначалася як тотальний процес, жити в суспільстві означало жити обов'язково політично, оскільки політика виступала як всезагальна форма соціальних зв'язків.
У Середньовіччя політику трактували як вияв волі і дії Бога (Фома Аквінський, Августин). З початком епохи Відродження політику починають трактувати як категорію, що пов'язана з діями людини, боротьбу між силою і законом. Якщо недостатньо дії закону, його може замінити або доповнити сила. Самі закони тільки тоді чогось варті, коли спираються на внутрішню силу підпорядкування їм і силу зовнішньої організації такого підпорядкування. У Новий час Томас Гоббс, Джон Лок, Шарль Луї де Монтеск'є визначають політику як стосунки з утвердження людської свободи за рахунок права, розуму, моралі. У 19 столітті політику визначають як мистецтво використання можливостей.
Класик політичної науки німецький соціолог Макс Вебер підкреслював, що політика «означає прагнення до участі у владі або надання впливу на розподіл влади, чи то між державами, будь то всередині держави, між групами людей, яких воно в себе укладає… Хто займається політикою, той прагне влади». Вебер визначав політику як прагнення кожної людини брати участь у владі або впливати на розподіл її між групами всередині держави, як надію завжди знаходити зустрічне розуміння інших членів суспільства щодо своїх дій[джерело?]. Він визначав сутність політики як діяльність із керівництва, управління[джерело?].
Визначення політики через владу характерне для багатьох мислителів — Нікколо Макіавеллі, Вільфредо Парето, Карла Маркса та інших. Такий підхід до розуміння політики характеризується як силовий, директивний[джерело?].
Звідси ще один підхід до визначення політики, пов'язаний з поясненням її функцій — управління, підтримання порядку, збереження стабільності соціуму, авторитарного розподілу цінностей тощо[джерело?]. Прихильниками функціонального підходу до розуміння політики були переважно американські науковці Толкотт Парсонс, Девід Істон, Габріель Алмонд та інші представники системного аналізу[джерело?]. Толкотт Парсонс писав:
| Політика являє собою сукупність способів організації визначених елементів тотальної системи відповідно до однієї з її фундаментальних функцій, а саме: ефективної дії для досягнення спільних цілей".[14] |
У марксистсько-ленінському розумінні політика — боротьба класів за владу, а державна влада висловлює інтереси панівного у суспільстві класу. Визначення політики як боротьби, прагнення до панування було стійким напрямком у політичній думці XX століття[джерело?]. Німецький політолог Карл Шмітт вивчав природу політики через дихотомію «друг — ворог», «наші — ваші». Прихильники політичного реалізму, наприклад Ганс Моргентау, визначають політику як реальність, яка існує і змінюється не на основі абстрактних ідеалів, а набору реальних сил. Після розпаду світової системи соціалізму, розпаду СРСР, знищення біполярності в міжнародних відносинах послабшали підстави для трактування політики як боротьби, протистояння, бачення політики через «друг — ворог»[джерело?]. Проте з політики не зникла орієнтація на силу, перемогу у протистоянні, прагнення до панування, придушення одних іншими[джерело?].

## Сутність політики
Розмірковуючи про політику, найчастіше ведуть мову про владу одного класу над іншим, однієї соціальної групи над іншими, однієї особистості над масою тощо[джерело?]. Ядром політики є боротьба за завоювання, утримання й використання влади, водночас політична влада є реальною здатністю соціальних сил реалізувати свої специфічні об'єктивні інтереси, проводити свою волю в політиці й правових нормах[джерело?].
Таким чином, політика — сфера владних відносин:
| «Політика в будь-якому суспільстві, на будь-яких історичних етапах його розвитку стає засобом забезпечення насамперед власних інтересів індивіда чи великих груп людей: станів, територіальних одиниць, класів і націй. Метою політики як усвідомленої діяльності є націленість на забезпечення оптимально можливого в даному суспільстві й конкретних умовах здійснення суспільних процесів, вивчення їх та регулювання і розвиток у тому напрямі, якого бажає домінуюча чи опозиційна група. Політика — це реалізація певної мети переважно через відносини протиборства (не обов'язково революційності, адже політичний компроміс, наприклад, — також подолання, подолання власних амбіцій однією з сил, подолання нетерпимості до їнших)."[17] |
Водночас політика та її сутність розглядається не лише як всезагальна організаційна основа суспільства й регулятивна сфера життєдіяльності, відносин політичних суб'єктів, але і як сфера взаємодії раціонального та ірраціонального, політичної реальності й політичного міфу.
Політика не обмежується лише правовою регуляцією відносин у суспільстві. Таку регуляцію здійснює система автоматичного регулювання на основі системи нормативно-правових та інших документів, ухвалених на основі деонтичних формул, яка підбадьорюється політичними засобами. Деколи вживають термін "політичне рішення" для позначення актів реалізації влади, які або можуть ґрунтуватися на правових нормах, або можуть бути породженням нових (постійних або тимчасових) правових норм за вимушених обставин. 
Могутність окремої людини складається з усієї сукупності можливостей (які базуються на знаннях, навичках, уміннях тощо), якими володіє людина. Політична влада —  це сукупність могутностей усіх громадян, які знаходяться у розпорядженні політичного керівника. Утримання влади —  це надання можливості вилучити з політичної конфігурації більшу вигоду громадянам, у можливостях яких зацікавлене політичне керівництво. Джерелом політичної влади є політична еліта  — організована група, яка здійснює владу в суспільстві (правляча еліта) або перебуває в опозиції до правлячої верхівки (контр-еліта). Політична еліта бере участь безпосередньо або опосередковано у прийнятті й організації виконання політичних рішень. Аналізуючи поняття «еліта», необхідно зупинитися на понятті «квазіеліта» (квазі — префікс, що означає «нібито», «позірний»). Квазіеліту ще інакше називають "псевдоеліта", "антиеліта", "охлократична еліта". Квазіеліта — це група людей, яка займає провідні позиції в політичній системі, але не відповідає сучасній моделі елітарних рис, не здатна виконувати належним чином свої функції. Такі еліти компенсують свою професійну неспроможність, інтелектуальну вбогість активною демагогічною діяльністю, вміло використовуючи інстинкти і стереотипи натовпу у своїх користолюбних цілях. 
Універсалізм постулює необхідним для індивідуального щастя чинником пізнання законів, які лежать в основі світового розвитку, який є необхідним для свідомої солідарності. Однак з точки зору релятивізму такі закони є лише власним (суб'єктивним) аксіологічним, утилітарним, прагматичним баченням.  
У той же час конкретний зміст має сам термін управління, який означає, що керуючі рішення виробляються раніше, ніж розвивається керований процес. Таким чином, керуючі рішення виступають генераторами керованого процесу. Тому управління не може трактуватися як саморегуляція, тобто адаптація до закономірностей світового розвитку, оскільки втрачається основна функція влади  — представляти расовий генофонд (а не лише ідеологію замість живих істот), антропоценоз, культуроценоз. До представництва владою екосистеми належить оригінальний тваринний та рослинний світи, оригінальні форми життя (а не лише ідеологія), які населяють відповідну територію, над якою панує дана влада і яка займається її благоустроєм; екосистема, у рамках якої історично формувалися організми, у тому числі представників цієї влади, наділяючись оригінальними рисами та поведінковими особливостями (культурою), які відрізняють їх від представників інших етносів. 

## Структура політики
До структурних складових політики відносять:

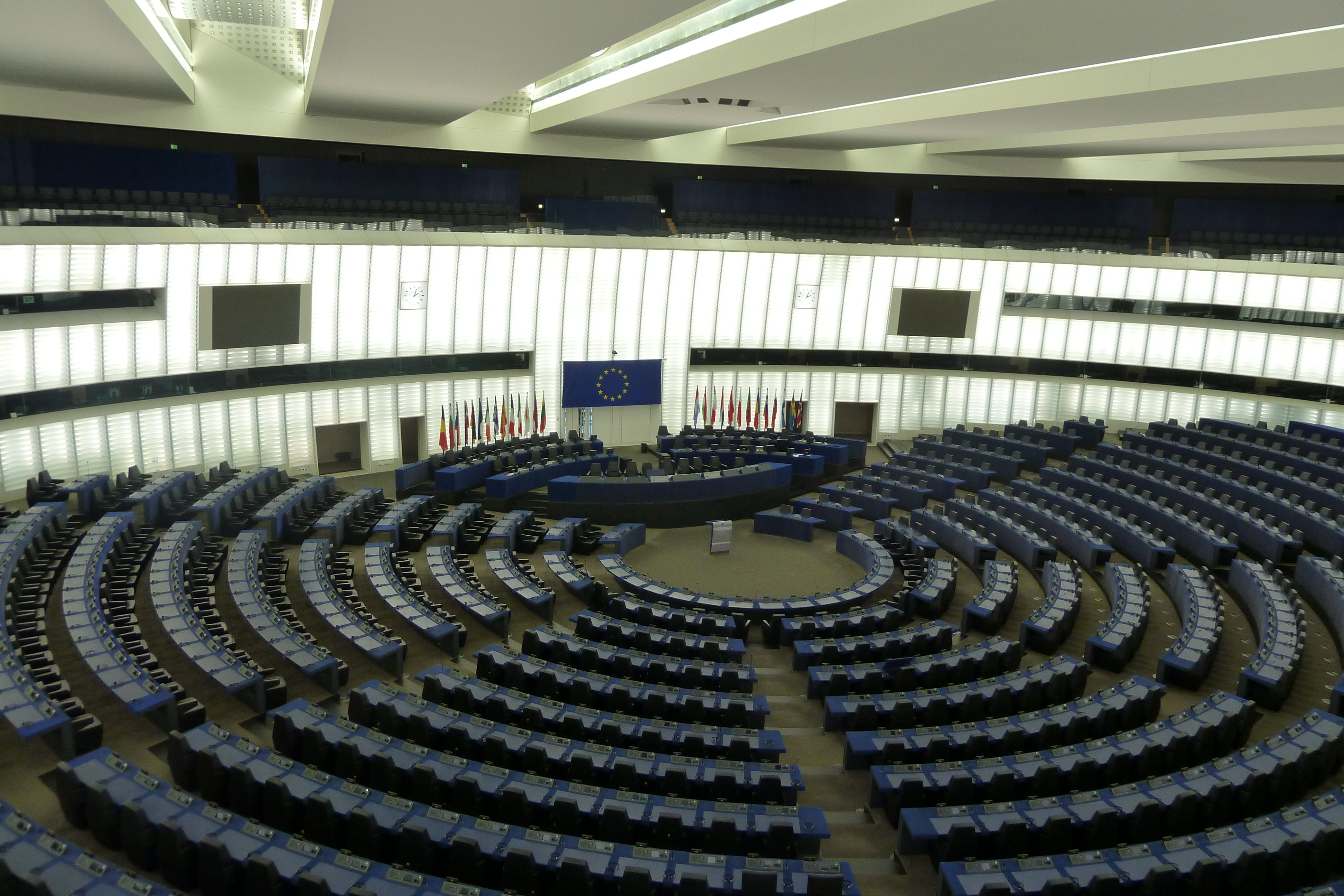
Європейський Парламент

- політичні відносини, що відображають стійкий характер взаємозв'язків суспільних груп між собою і з інститутами влади; взаємозв'язки соціальних суб'єктів, у яких виражаються їхні інтереси та здійснюється політична діяльність. Формою політичних відносин можуть бути: вибори, референдуми, мітинги, зібрання, пікети, страйки, політичні перемовини тощо[джерело?].

- політичну свідомість, яка характеризує залежність політичного життя від усвідомленого ставлення людей до своїх інтересів[22];

- політичний інтерес, що є внутрішнім, усвідомленим джерелом політичної поведінки, яке спонукає людей до постановки певних політичних цілей і до дій, направлених на втілення цих цілей у життя[22];

- політична діяльність суб'єктів політики; суб'єктами політики виступають переважно: держава, політичні партії, громадські організації, або ж політичний індивід, дії якого чітко окреслені законами та моральними нормами; іноді й соціальні інститути, які покликані виконувати переважно неполітичні завдання, нерідко справляють досить суттєвий вплив на політику: церква, університети, асоціації тощо[22];

- політичний процес як сукупність видів діяльності суб'єктів політики, які охоплюють усі стадії функціонування політичної системи і спрямовані на досягнення політичних цілей[22];

- політична організація, що відображає роль інститутів публічної влади як центрів управління системними процесами. Це сукупність органів законодавчої, виконавчої і судової влади, партійних і громадських організацій, груп тиску, що представляють політичні інтереси різних верств суспільства в цілому, становлять організаційний кістяк політики[22]. Політична організація концентрує владне волевиявлення народу, включаючи прийняття й організацію управлінського рішення, задаючи тим самим певну спрямованість всьому політичному процесу[22].

## Функції політики
У політології існують різні погляди на функції політики. Талкотт Парсонс відносить до них визначення колективної мети суспільного розвитку, мобілізацію і прийняття рішень, збереження стабільності в суспільстві і розподіл ресурсів[джерело?]. Французький політолог Режіс Дебре вбачав функції політики у збереженні цілісності і стабільності суспільства; Девід Істон — в авторитарному привласненні цінностей.
У вітчизняній політології виділяють такі функції політики:
- керівництво та управління суспільством, збереження організованості й загального порядку;
- забезпечення захисту основних прав людини;
- управлінська (політичне керівництво суспільством);
- інтегруюча, що забезпечує консолідацію суспільства, досягнення стабільності суспільства в цілому і складових його частин, систем;
- регулятивна, що сприяє упорядкуванню, регламентації політичної поведінки та політичних відносин;
- теоретико-прогностичну, мета якої — вироблення концепції, курсу розвитку суспільства;
- сприяння виявленню інтересів різних груп суспільства та узгодження цих інтересів;
- нормативна, пов'язана з виробленням і затвердженням системи норм і цінностей у суспільстві;
- соціалізації особистості — функція залучення, включення індивіда в суспільне життя, певне політичне середовище;
- забезпечення суспільства дієвим принципом розподільчої справедливості;
- забезпечення наступності та інноваційності соціального розвитку як суспільства в цілому, так і окремої особи;
- гарантування як усередині самої держави, так і поза її межами безпеки для всіх груп і верств суспільства.

Водночас політиці властиві й латентні функції. Американський соціолог, нобелівський лауреат, Роберт Кінг Мертон вважав, що у конкретному суспільстві окремі функції можуть бути нерозвиненими, за характером здійснення основних функцій можна визначити зрілість політичного життя суспільства і держави.

## Види політики

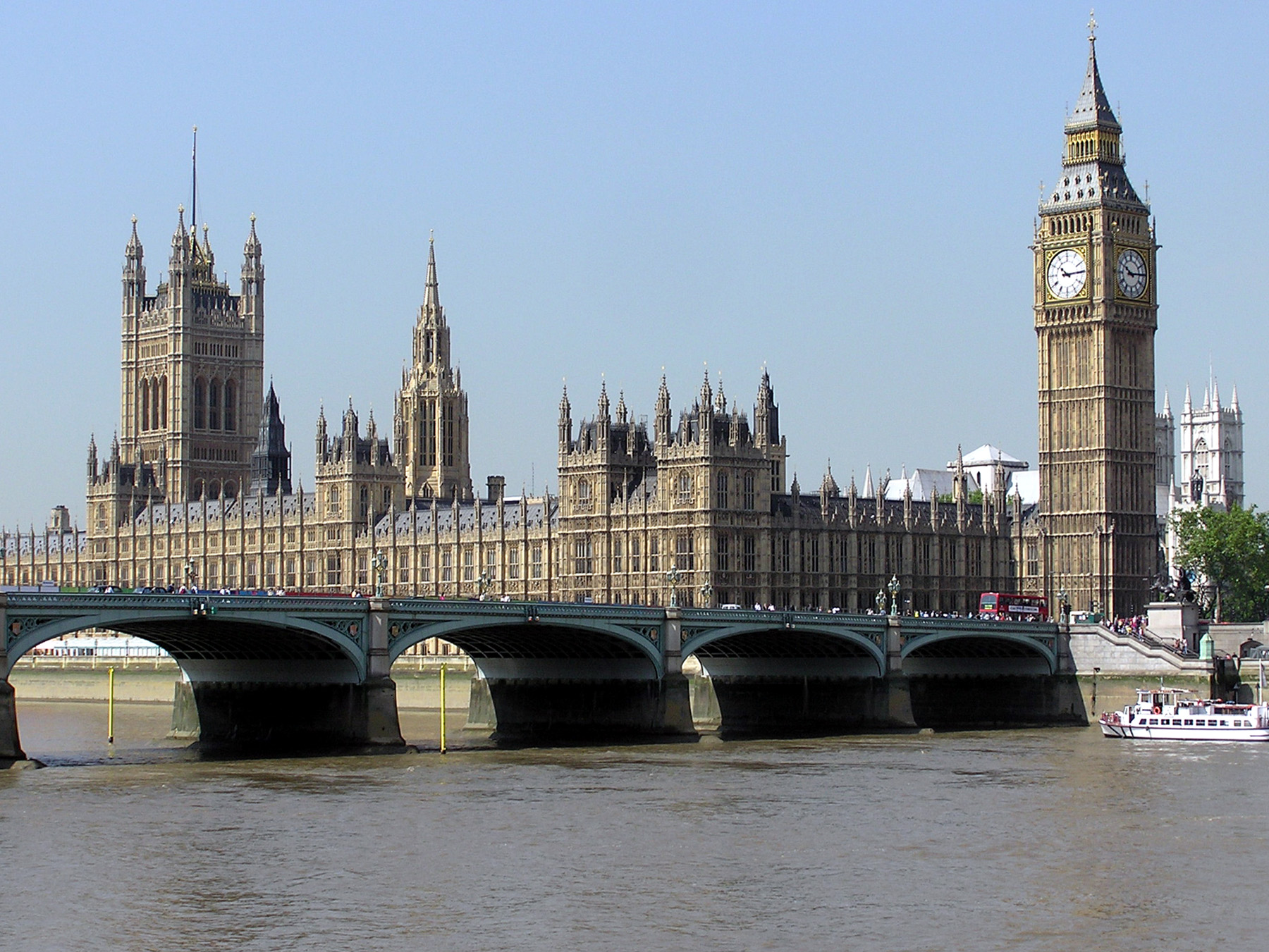
Британський парламент

У результаті політичної боротьби різних партій, угруповань, рухів у державі складається законодавчо затверджена державна політика. Це система пріоритетів на напрямків діяльності, що, принаймні теоретично, відповідають інтересам держави та народу. Державну (публічну) політику визначають як «систему дій, регулятивних заходів, законів, і фінансових пріоритетів з того чи іншого напрямку, проголошену органом державної влади або його представниками». Державна (публічна) політика зазвичай втілюється в «конституціях, законодавчих актах і судових рішеннях».
У цій системі розрізняють політику внутрішню і зовнішню. Внутрішня політика охоплює основні напрямки діяльності держави, її структур і органів державної влади з регулювання взаємодії людей усередині країни. Залежно від сфери суспільних відносин, яка є об'єктом політичного впливу, внутрішню політику можна класифікувати на:
- аграрну політику;
- антропологічну політику;
- військову політику, або оборонну політику;
- демографічну політику;
- екологічну політику;
- економічну політику;
- культурну політику;
- міжнародну політику;
- науково-технічну політику;
- національну політику;
- соціальну політику.

Національна політика є науково обґрунтованою системою заходів, спрямованих на реалізацію національних інтересів, розв'язання суперечностей у сфері етнонаціональних відносин.
Зовнішня політика — діяльність держави на міжнародній арені, що регулює її стосунки з іншими суб'єктами зовнішньополітичної діяльності: державами, зарубіжними партіями, іншими громадськими об'єднаннями, міжнародними організаціями. Зовнішньополітичний курс будь-якої держави визначається, головним чином, характером її внутрішньої політики, і  водночас істотно впливає на внутрішню політику. Зрештою і внутрішня, і зовнішня політика вирішують одну задачу — збереження і зміцнення існуючої в державі системи суспільних відносин.
За пріоритетами політика поділяється на нейтральну, відкритих дверей, національного примирення, компромісів; за змістом і характером — на прогресивну й реакційну, на науково обґрунтовану і волюнтаристичну тощо.

## Економічні дослідження політики
Одним із відомих дослідників політики з точки зору економіки є Джеймс Б'юкенен, який, зокрема, так описує політику:
Політика є складною системою обмінів між індивідами, у якій останні колективно прагнуть до досягнення своїх приватних цілей, оскільки не можуть реалізувати їх шляхом звичайного ринкового обміну. Тут немає інших інтересів, окрім індивідуальних. На ринку люди обмінюють яблука на апельсини, а в політиці – погоджуються платити податки в обмін на блага, необхідні всім і кожному: від місцевої пожежної охорони – до суду.